# المؤتمر العالمي للمرأة 1985
أُقيمَ مؤتمر المرأة العالمي 1985 أو المؤتمر العالمي الثالث للمرأة خلال الفترة من 15 إلي 26 يوليو 1985 في العاصمة الكينية نيروبي. كتقيم لتطور أو فشل «نهاية العِقد» كوسيلة لتحقيق الأهداف المحددة من قِبَل خطة العمل العالمية من افتتاح مؤتمر المرأة كما هو مذكور في برنامج العمل العالمي للمؤتمر الثاني.
كانت الأهمية خلال المؤتمر للنتائج النهائية لإستيراتيچيات النظرة التطلعية المستقبلية للنهوض بالمرأة والتي يتم تبنيها بالإجماع علي عكس المؤتمرين السابقين. وقد شهد المؤتمر تقديم حقوق المثليين لأول مرة في اجتماع رسمي للأمم المتحدة ونقطه التحول في العنف ضد المرأة ليتحول من موضوع مُختفٍ إلي آخرٍ كان لابد من ذكره.اعتبارا أن أهداف «عِقد المرأة» لم تتحقق بعد، اقترح المؤتمر ووثّقت الجمعية العامة تقييمًا جاريًا لإنجازات وإخفاقات النساء خلال عام 2000.

## تاريخ
عام 1975 وافقت الأمم المتحدة علي الاحتفال بالعام العالمي للمرأة كجزء من الاحتفالات التي أُقيمت في أول مؤتمر عالمي للمرأة عام 1975 في المكسيك. في الاجتماع كان من المقترح أن يتم إعلان العِقد القادم  «عِقد الأمم المتحدة للمرأة» وأن تكون الاجتماعات القادمة لتقييم التطور في عامي 1980 و 1985. تنبنّت الجمعية العامة خطة العمل العالمية بمهام مُقترحه للحكومات لتوحيد مساواة المرأة وتنميتها ومشاركتها بشكل سِلمي.
أُقيمَ اجتماع التوسط في كوبنهاغن، مُضيفًا قطاعات لبرنامج العمل الذي تمت مراجعته والمُسخّر لتأكيد المساواة في التحاق المرأة بالتعليم وفرص العمل ورعاية صحية مناسبة. عانيٰ كلً من المؤتمرين السابقين من الانقسام بسبب الحرب السياسية الباردة واحتياجات العالم النامي. وكذلك أزمة الدين العالمي المشتعلة في أفريقيا وأمريكا اللاتينية، سياسات الحماية تحت مارجريت ثاتشر ورونالد ريجان سببت  شكوك واسعة، تفكك الاتحاد السوڤيتي، قيام حروب التسلّح، والاستعمار السوڤيتي لأفغانستان. سيكون التساؤل ما إذا كان باستطاعة المؤتمر أن يظل مُركزًا علي مشكلات المرأة في مواجهة الإتهامات السوڤيتية بأن استعمار الولايات المتحدة وتكتيكات الحرب كانتا لتدمير أهداف«عِقد المرأة» ومخاوف الولايات المتحدة أن محاولات الشرق للدخول في السياسة ستخرب أي تطور حقيقي في المشكلات المعينة التي تواجهها النساء.

## مؤتمر رسمي
كان مؤتمر 1985 الذي تم عقده في الفترة ما بين 15 و26يوليو في نيروبي في كينيا المراجعة النهائية للعِقد وتمت رئاسته بواسطة الرئيس مارجريت كينياتا، ليتيسيا شاهاني أم أرملة لثلاثة أطفال وحاصلة علي دبلوم من الفلبين، عملت كأمين عام وقامت باقتراح أن مناقشة المفوضية الخارجة عن السياق ستقلل الازدواجية التي أصابت المؤتمر السابق وستسمح بنقاش مفتوح وتؤدي إلي حل وسطي. كان هناك 157 دولة مُمثلة بحوالي 1400 مُفوَّض رسمي، شملوا مُفوَّضين مميزين بين الآخرين مثل:
ڤيوبي إسيو من كينيا، يلڤا إيريسون من السويد، سعيدة حسن من چيبوتي، إلينا لاجادينوڤا من بلغاريا، كارولين مكاسكي كعضو رسمي في الوكالة الدولية الكندية للتنمية، مورين أونيل رئيس المفوضية الكندية التي كانت مُنظِّم لوزاره أحوال المرأة، مورين ريجين ابنة الرئيس الأمريكي، ڤيتي رودي وزيرة حقوق المرأة الفرنسية، چين سباوتز من لوكسمبورغ وتوم ڤرالسين من النرويج.
بعد الملاحظات الافتتاحية عن طريق خافيير بيريز دى كوبيار الأمين العام للأمم المتحدة، رحب الرئيس الكيني دانيال أراب موي بالمشاركين معبرًا عن آماله أن يحقق المؤتمر نجاحًا وأهدافا للمرأة.
كانت ملاحظات مارجريت كينياتا على تاريخ المؤتمر متبوعة بمناقشة عامة، ناقشت الجلسة العامة أن علي المرأة أن تحيا آمنة تحت شروط تضمن لها المساواة والعدل، لكن كان هناك اعتبار أنه يتطلب وقتًا لتغير الانطباعات التقليدية وجعل الناس على دراية بالتغير المطلوب.
و تم ذكر أنه على الرغم من أنه تم توثيق المساواة القانونية بنجاح، إلا أن الفرق بين الحقيقة القانونية والتطبيق ما زال شاسعًا. وتمت مناقشة إضافة التوتر وعدم الاستقلالية السياسيين وكذلك النزاع، لمعوقات التقدم كما يفعل الاستعمار والعنصرية والجمود الاقتصادي.
كما ذكر المؤتمر ما حقتته الدول المتقدمة في المساواة في التعليم، علي عكس الفجوة الكبيرة بين تعليم البنات وتعليم الصبيان في الدول النامية والذي يؤثر علي فرص توظيف المرأة أيضًا. رغم بعض التقدم الذي تم احزاره في توظيف المرأة، إلا أنه تم ذكر أن الفجوات في الرواتب، ارتفاع بطالة النساء عن الرجال، خدمات رعاية الطفل كلها تُضَم لعدم استقلال المرأة. وبالنسبة للصحة تم الاعتراف أنه طالما أن النساء هن الرعاة الأمثل لصحة عائلاتهن، اذًا يجب بذل مجهود أكبر للتأكد من أن النساء أصحاء بما يسمح لهن بالاستمرار في خدمة عائلاتهن.
كان التعليم والمرافق الصحية الغير كافيين، بالإضافة لمعدل المواليد المرتفع والعادات والقوانين التي تسمح للنساء في التحكم في خصوبتهن قضايا تالية.
حركت المشاريع خلال العِقد الوعي تجاه الحاجة لتطوير فرص النساء وتطورت جمع الاحصائيات لقياس تقدمهم أو عدمه. كان العنف ضد المرأة مشكلة واسعة الانتشار تمامًا كعدم أمن النساء السكان الأصليات والعجائز والنساء المهاجرات واللاجئات وأولادهن ونساء الحضر. كان لابد من الحديث عن عدم ضمان الطعام والشراب حيث النساء في الكثير من المناطق تكرس الكثير من وقتها في أشغال غير مدفوعة الأجر للحفاظ علي عائلاتهن.
توسعت الكثير من برامج الأمم المتحدة خلال «عقد المرأة» في اشراك المرأة في مشروعاتهم التنموية، رغم أنه تم ملاحظة أنه في مشاركات النساء العامة وحتي التوظيف في أجهزة الأمم المتحدة رغم تطورها لا تزال أقل من المطلوب. البرامج الموجهة للزراعة والاقتصاد والأطفال والتطور والإسكان والصحة والتكنولوجيا والكثير غيرهم تمت تجربتهم وككل تم إحراز تقدم في تضمين تمكين المرأة. رغم ذلك لوحظ أن التجهيز للمساواة لم يكن كالحصول علي فرص مساواة حقيقية.
تم الاتفاق علي دور الثقافة في وجود التفرقة العنصرية والصورة النمطية المنيين علي أساس النوع، كان موضوعًا مُعقدًا استدعي مجهودًا لتغيير المناهج الدراسية وإعادة تشكيل رسالة الإعلام بما يسمح بتمكين حقيقي للنساء في المساواة الاقتصادية والاجتماعية والثقافية والقانونية والسياسية. لوحظ كذلك أنه لأول مرة تُقدم حقوق المثليين في مؤتمر رسمي للأمم المتحدة عن طريق المفوض الألماني أنالين كابيين فان دي كابيلو.